# Turbina Hélice
Una turbina hélice es una turbina hidráulica con álabes fijos del rotor - al contrario a una turbina Kaplan con álabes del rotor ajustables. El desarrollo de la turbina hélice aumentó con el desarrollo electrotécnico que permite la adaptación de la energía generado mediante la tecnología de inversión electrónica.

## Principio de operación

Turbina hélice tipo DIVE-Turbine con eje vertical.
verde: álabes directrices
rojo: álabes del rotor

El objetivo de una turbina hélice es la producción de energía eléctrica por transmisión de energía potencial de un flujo.
Como todas las turbinas hidráulicas la turbina hélice consiste de una corona directriz con álabes directrices y un rotor. Dependiente del flujo se puede realizar la turbina hélice con regulación simple (ajuste de álabes directrices) o doble (ajuste de álabes directrices y de velocidad de giro del rotor).
Los álabes directrices arreglan el volumen de flujo que entra al rotor. En el mismo tiempo cambian la dirección del flujo para que entre al rotor con la torsión propia así que el rotor gire.
El rotor de una turbina hélice tiene 3-5 álabes conectados fijos al eje del rotor. Según la teoría de flujo de un álabe hay un flujo ideal para la eficiencia ideal de un álabe. Como el flujo y altura de caída del agua que entra la turbina no es constante se deben ajustar los álabes del rotor al flujo real. El flujo real se caracteriza por la presión (energía potencial) y la velocidad (energía cinética) que varían según el volumen del río, los tiempos o la regulación de presas río abajo. Para maximizar la eficiencia de la turbina se adapta el giro de rotación del rotor a la característica del flujo. Ese principio requiere un generador síncrono y una conversión del corriente para ajustarle para el suministro de la red.
Por el contrario, el principio de regulación de una turbina Kaplan es el ajuste de los álabes del rotor (regulación mecánica).
Desde el punto de vista de la eficiencia, la turbina hélice se puede comparar con una turbina Kaplan. Además, la regulación electrónica de una turbina hélice (regulación de velocidad del rotor) permite lograr puntos de operación con poca agua que no se pueden lograr con una turbina Kaplan. Eso es porque la turbina Kaplan opera con velocidad de giro constante y cuando no hay suficiente agua no se puede mantener la alta velocidad de giro. La turbina hélice suministra potencia aún con poca velocidad de giro.